# When You Gonna Learn
When You Gonna Learn è il singolo d'esordio del gruppo britannico Jamiroquai.

## Il brano
Il gruppo è stato reso popolare nel Regno Unito da questo brano, originariamente pubblicato nel 1992 dalla Acid Jazz Records, ed in seguito ripubblicato per la Sony Records nel 1993, come primo singolo estratto dall'album Emergency on Planet Earth. Tema del brano, ricorrente anche nei futuri lavori di Jamiroquai, è la preoccupazione espressa per la salute ambientale.
Benché il singolo si rivelò inizialmente un insuccesso commerciale, la canzone è rimasta una delle più celebri del gruppo, ed il CD pubblicato dalla Acid Jazz Records ha assunto un alto valore commerciale, per via della sua difficilissima reperibilità.
In seguito la Acid Jazz Records intenterà una causa contro la Sony per aver ripubblicato il singolo, quando i diritti dell'opera erano ancora in mano loro.

## Il video
Il video prodotto per When You Gonna Learn è stato diretto da Morgan Lawley, ed alterna immagini di Jay Kay a cruente sequenze di esperimenti su animali in laboratorio. Il video per tale ragione fu bandito dalla rotazione di MTV, fino al momento in cui non ne fu girata una versione più adatta.

## Tracce
CD-S edizione inglese
1. When You Gonna Learn (Digeridoo) - 3.47
2. When You Gonna Learn (Digeridon't) - 3.55
3. When You Gonna Learn (JK Mix) - 6.20
4. When You Gonna Learn (Canté Hondo Mix) - 5.47
5. When You Gonna Learn (Original Demo) - 4.50
6. When You Gonna Learn (Canté Hondo Instrumental) - 5.47

12" edizione inglese
lato A
1. When You Gonna Learn - JK Mix - 6.20
2. When You Gonna Learn - JK Instrumental - 6.20

Lato B
1. When You Gonna Learn (Canté Hondo Mix) - 5.47
2. When You Gonna Learn (Original Demo) - 4.50
3. When You Gonna Learn (Didj. Instrumental) - 6.28

7" edizione inglese
Lato A
1. When You Gonna Learn (Digeridoo) - 3.47

Lato B
1. When You Gonna Learn (Digeridon't) - 3.55

CD-S edizione inglese
1. When You Gonna Learn (Digeridoo) - 3.47
2. Didgin' Out (Live at the Milky Way, Amsterdam) - 3.27
3. Too Young to Die (Live at Leadmill, Sheffield) - 5.25
4. When You Gonna Learn (Canté Hondo Mix) - 5.47

Cassetta singolo edizione inglese
1. When You Gonna Learn (Digeridoo) - 3.47
2. Didgin' Out (Live at the Milky Way, Amsterdam) - 3.27

12" edizione inglese
Lato A
1. When You Gonna Learn (JK Mix) - 6.20
2. When You Gonna Learn (JK Instrumental) - 6.20
3. When You Gonna Learn (Live at Leadmill, Sheffield) - 9.50

Lato B
1. When You Gonna Learn (Canté Hondo Mix) - 5.47
2. When You Gonna Learn (Original Demo) - 4.50
3. When You Gonna Learn (Didj. Instrumental) - 6.28

12" promo edizione inglese
Side A:
1. When You Gonna Learn (JK Mix) - 6.20

Side B:
1. When You Gonna Learn (Canté Hondo Mix) - 5.47

CD-S edizione australiana
1. When You Gonna Learn (Digeridoo) - 3.47
2. When You Gonna Learn (Digeridon't) - 3.55
3. When You Gonna Learn (JK Mix) - 6.20
4. When You Gonna Learn (Canté Hondo Mix) - 5.47
5. When You Gonna Learn (Original Demo) - 4.50
6. When You Gonna Learn (Digeridoo Instrumental) - 6.28

CD-S promo edizione inglese
1. When You Gonna Learn (Digeridon't Edit) - 3.01
2. When You Gonna Learn (Digeridoo Edit) - 2.57

12" edizione inglese
Lato A
1. When You Gonna Learn (Digeridoo) - 3.47
2. When You Gonna Learn (Digeridon't) - 3.55
3. When You Gonna Learn (JK Mix) - 6.20

Lato B
1. When You Gonna Learn (Canté Hondo Mix) - 5.47
2. When You Gonna Learn (Original Demo) - 4.50
3. When You Gonna Learn (Digeridoo Instrumental) - 6.28

CD-S edizione giapponese
1. When You Gonna Learn (Digeridoo) - 3.47
2. Too Young to Die (7" Edit) - 3.22
3. When You Gonna Learn (Canté Hondo Mix) - 5.47
4. Too Young to Die (12" Version) - 6.04

7" promo edizione spagnola
1. When You Gonna Learn (Digeridoo) - 3.47

## Classifiche
| Classifica (1993-94) | Posizione massima |
| -------------------- | ----------------- |
| Francia              | 32                |
| Nuova Zelanda        | 15                |
| Paesi Bassi          | 92                |
| Regno Unito          | 28                |